# Hendrik I van Wittem

Familiewapen
Hendrik van Witthem

Hendrik I Corsselaar ook bekend als Hendrik van Wittem (1375-1444) was heer van Beersel en van Wittem en de zoon van Johan II Corsselaar (1340-1405) uit diens tweede huwelijk met Maria van Stalle.
Zijn vader was heer van Wittem, Beersel en IJse. Zijn moeder was vrouwe van Sint-Lambrechts-Woluwe, Ruisbroek, Gellebeck en Hellebeek. Door haar huwelijk werd zij vrouwe van Beersel. 
Hendrik trouwde in 1406 met Margaretha van Edingen, vrouwe van Eigenbrakel (-1444). Zij was een dochter van Jacob van Edingen, heer van Havré (1350-1427) en Maria van Pierrepont (1355-1416). Uit hun huwelijk werd geboren: 
- Hendrik II Corsselaar van Witthem, heer van Beersel, Eigenbrakel, Ruisbroek, IJse en Plancenoit (1410-1456).

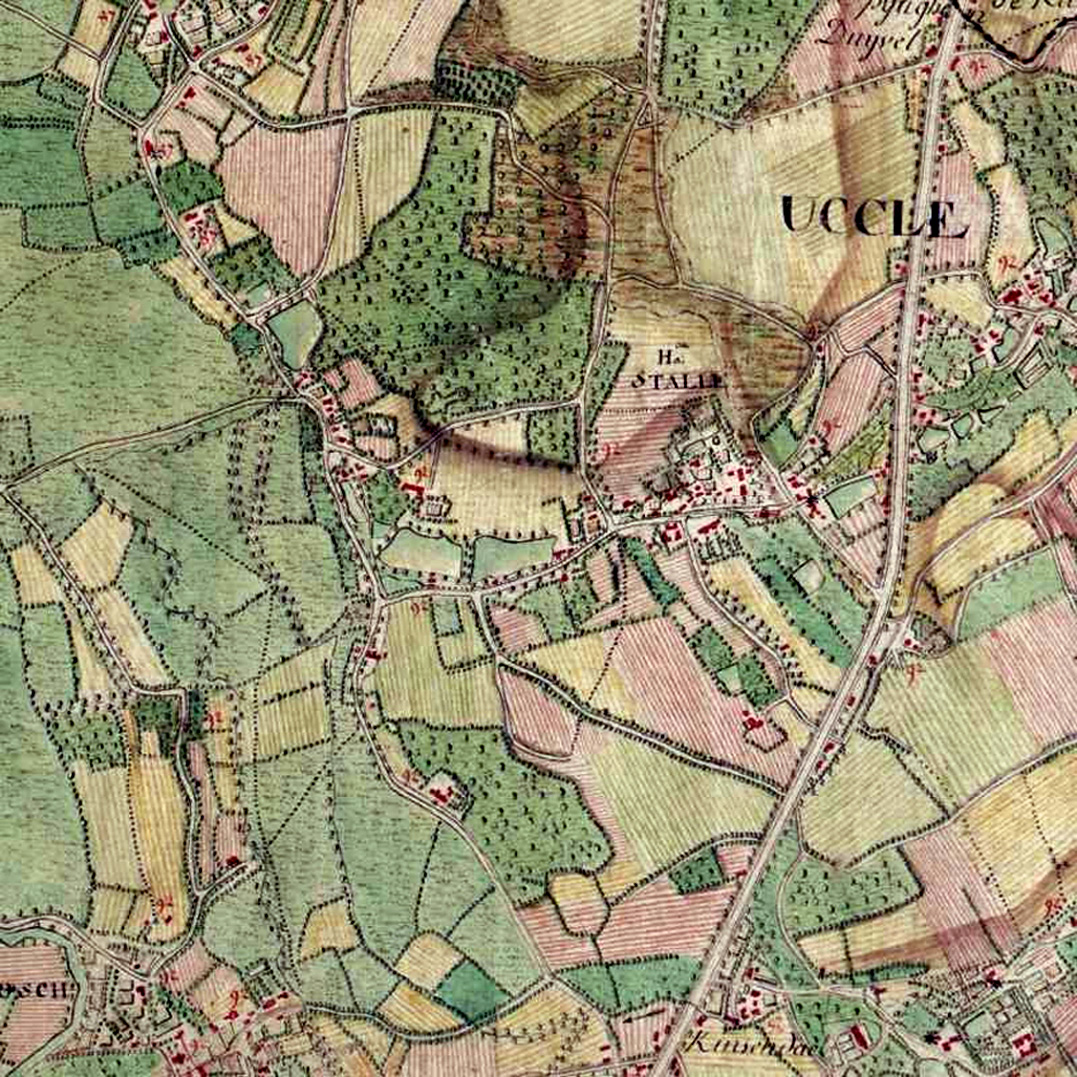
Stalle en Ukkel
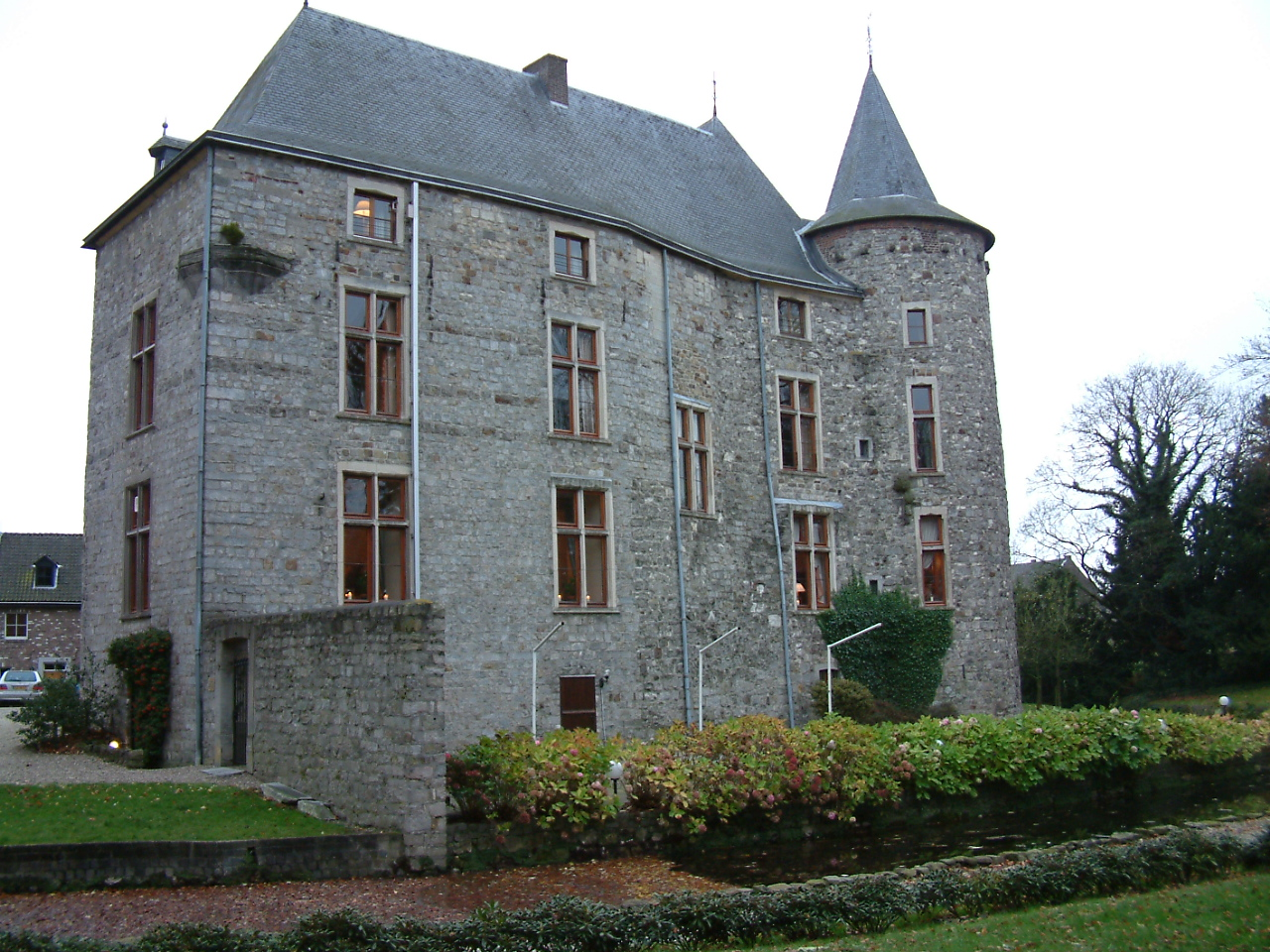
Kasteel Wittem
Wapen gem. Beersel
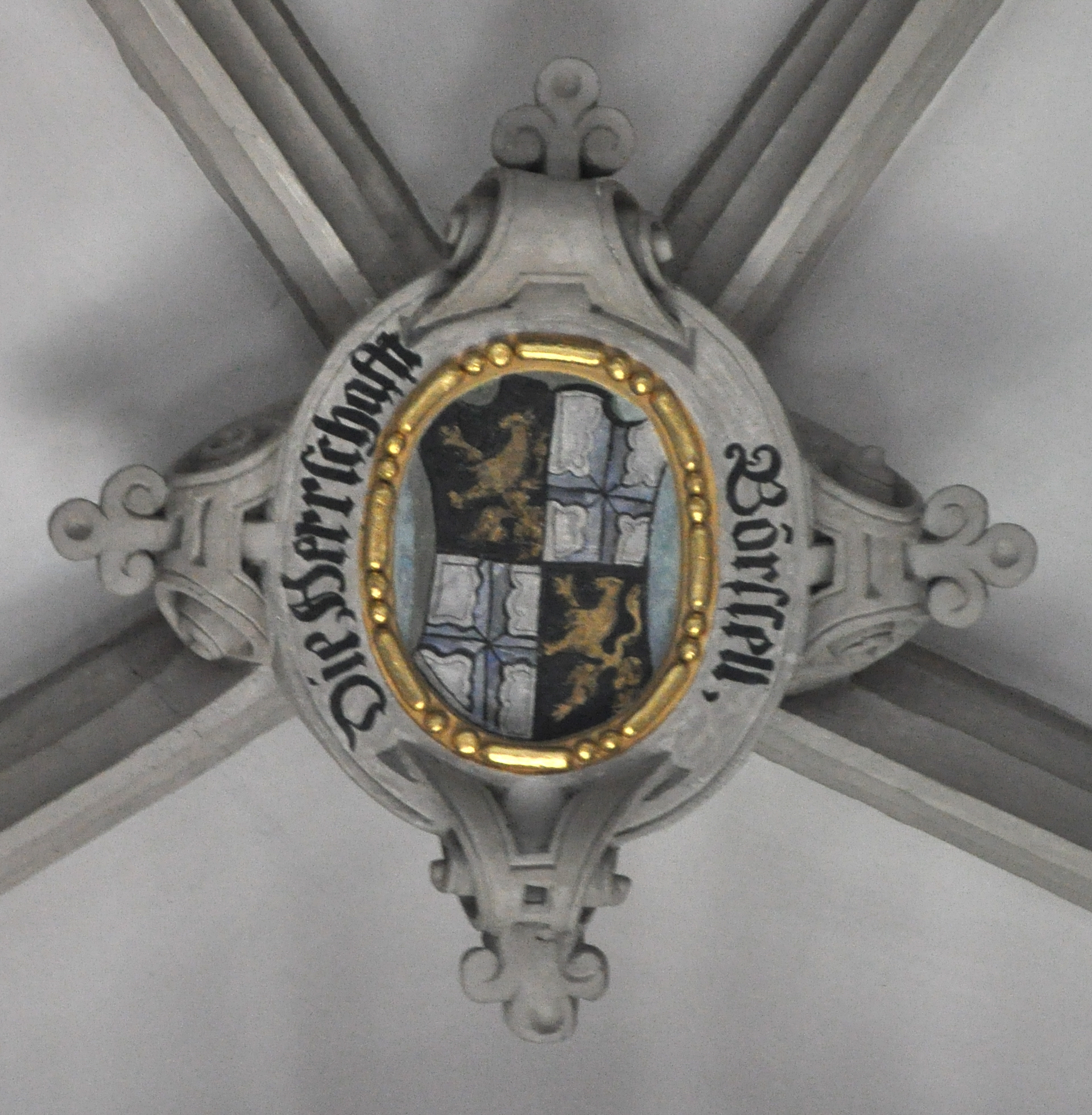
Kloosterkerk St. Luzen in Hechingen